# Patrick Friesacher
Patrick Friesacher, född 26 september 1980 i Wolfsberg, är en österrikisk racerförare.

## Racingkarriär
Friesacher tävlade i formel 3000 för Coloni Motorsport 2003-2004. 
Han debuterade i formel 1 säsongen 2005 då han fick köra elva lopp för Minardi tack vare att han hade med sig sponsorer till stallet men ersattes av Robert Doornbos när hans sponsorpengar tog slut. 
Hans största framgång är den sjätte och sista platsen i det skandalartade loppet i USA 2005.

## F1-karriär
| Säsong | Stall/Tillverkare | Poäng | Placering |
| ------ | ----------------- | ----- | --------- |
| 2005   | Minardi-Cosworth  | 3     | 21        |